# Víctor Manuel I de Sardenya
Víctor Manuel I de Sardenya (italià: Vittorio Emanuele I)  (Torí, 24 de juliol de 1759 - Moncalieri, 10 de gener de 1824) fou duc de Savoia i rei de Sardenya des de l'any 1802 fins a la seva abdicació l'any 1821.

## Biografia
Va néixer el 24 de juliol de 1759 a la ciutat de Torí, en aquells moments capital del Regne de Sardenya-Piemont i avui en dia situada a la regió italiana del Piemont, sent fill del rei Víctor Amadeu III de Sardenya i de la infanta Maria Antònia d'Espanya. Víctor Manuel era net per via paterna del rei Carles Manuel III de Sardenya i la landgravina Polixena Christina de Hessen-Rotenburg; i per via materna del rei Felip V d'Espanya i la princesa Isabel de Farnesi.
Fou germà de Carles Manuel IV de Sardenya i Carles Fèlix I de Sardenya, així com cunyat de Lluís XVIII de França, Carles X de França i Antoni I de Saxònia.

## Núpcies i descendents
Es casà el dia 25 d'abril de l'any 1789 a la ciutat de Torí amb l'arxiduquessa Maria Teresa d'Àustria-Este, filla del duc Ferran III de Mòdena i de la princesa Maria Beatriu d'Este. La parella tingué set fills:
- SAR la princesa Maria Beatriu de Savoia, nada a Torí el 1792 i morta a Cattajo el 1840. Es casà a Càller l'any 1812 amb el duc Francesc IV de Mòdena.
- SAR la princesa Maria Adelaida de Savoia, nada a Torí el 1794 i morta a Nàpols el 1802.
- SAR el príncep Carles Manuel de Savoia, nat a Torí el 1796 i mort a Càller el 1799
- SAR la princesa Maria Teresa de Savoia, nada a Roma el 1803 i morta a San Martino, prop de Lucca, el 1879. Es casà l'any 1820 a Lucca amb el duc Carles II de Parma.
- SAR la princesa Maria Anna de Savoia, nada a Roma el 1803 i morta a Praga el 1884. Contragué matrimoni a Viena l'any 1831 amb l'emperador Ferran I d'Àustria.
- SAR la princesa Maria Cristina de Savoia, nada a Càller el 1812 i morta al Palau de Caserta el 1836. Es casà amb el rei Ferran II de les Dues Sicílies.

## Ascens al tron
El 1802 ascendí al tron del Regne de Sardenya-Piemont en abdicar el seu germà gran, el rei Carles Manuel IV de Sardenya, en el seu favor com a conseqüència d'una greu depressió a la mort de la seva esposa. A la mort de Carles Manuel IV, ocorreguda el 1819, esdevingué cap de la Casa de Savoia i alhora esdevingué hereu dels drets dinàstics del jacobisme, d'ell passaren a la Casa de Mòdena a través de la seva filla gran, i de la Casa de Mòdena a la Casa Reial de Baviera que és l'actual dipositària.
Amb l'ocupació napoleònica del regne, juntament amb la seva esposa, hagué d'abandonar Torí i el Piemont i s'instal·là a Roma sota la protecció del papa, i posteriorment passaren als seus dominis insulars de l'illa de Sardenya.
Amb l'esclat d'una revolució liberal al seu país, el 13 de març de 1821 el monarca abdicà en favor de seu germà petit, Carles Fèlix I de Sardenya. Víctor Manuel morí a la localitat piemontesa de Moncalieri el 10 de gener de 1824 a l'edat de 65 anys, i fou enterrat a la Basílica de Superga.